# Пура Танах Лот
Пура Танах Лот — діючий індуїстський храм, що знаходиться в Індонезії на острові Балі.

## Назва
У перекладі з балійської мови Танах Лот перекладається як «земля в морі». Пура — це загальна назва індуїстських храмів в Індонезії.

## Опис
Храм знаходиться за 10 хвилин їзди від міста Денпасар. Побудований храм був на прибережній прямовисній скелі, з'єднаній із сушею вузьким перешийком. Під час припливів рівень води піднімається на пару метрів і Танах Лот в буквальному сенсі перетворюється на острів.
Якщо вірити легенді, храм Танах Лот був споруджений священним брахманом Нірартхі у XV ст., який в індуїстської міфології причетний до творення ще багатьох священних обителей.
Танах Лот — не єдиний прибережний храм в Балі, по сусідству з ним знаходяться ще шість подібних святилищ. Значення їхнє для віруючого населення також велике, але за популярністю серед туристів і естетів вони сильно програють Танаху.
Ще одне стародавнє вірування свідчить, що Пура Танах Лот був створений для захисту балійських богів і простого люду від морських демонів і злих духів. Для цього Нірартхі всередину кам'яної основи острова помістив вірних отруйних змій.
Всередину Пура Танах Лота туристам вхід заборонено — потрапити в храм можуть тільки індуїсти. У печері біля підніжжя скелі б'є джерело з прісною водою. Кажуть, що вона має цілющі властивості.
У 1980 році скеля, де розкинувся храм Пура Танах Лот, не витримала сильних хвиль і тяжкості часу, внаслідок чого вона почала валитися. Тоді уряд Японії виділив кредит Індонезії в розмірі ста тридцяти мільйонів доларів. Завдяки цьому жесту унікальний храм вдалося зберегти, і на сьогодні третина скелі є штучною.